# ميمونة بنت الحارث
أم المؤمنين مَيْمُونَةُ بِنْتُ الحَارِثِ بن حَزْن، آخرُ زوجات النبي محمد ﷺ، أختها لبابة الكبرى وزوجة العباس بن عبد المطلب، ولبابة الصغرى زوجة الوليد بن المغيرة، وهي خالة عبد الله بن عباس، وخالد بن الوليد رضي الله عنهم. كان اسمها برّة، ليطبق النبي عليها اسم ميمونة، بعد أن تزوّجها النبي محمد.
وهي التي نزل فيها كلام الله عز وجل﴿وَامْرَأَةً مُؤْمِنَةً إِنْ وَهَبَتْ نَفْسَهَا لِلنَّبِيِّ﴾ [الأحزاب:50]

## نسبها
- أبوها: الحارث بن حزن بن بجير بن هزم بن رؤيبة بن عبدالله بن هلال بن عامر بن صعصعة بن معاوية بن بكر بن هوازن بن منصور بن عكرمة بن خصفة بن قيس عيلان بن مضر بن نزار بن معد بن عدنان.
- أمها: هند بنت عوف بن زهير بن حماطة بن جرش بن أسلم بن زيد بن سهل بن عمرو بن قيس بن معاوية بن جشم بن عبد شمس بن وائل بن الغوث بن حيدان بن قطن بن عريب بن زهير بن الغوث بن أيمن بن الهميسع بن حمير بن سبأ بن يشجب بن بن يعرب بن قحطان. التي توصف بأنها أكرم عجوز في الأرض أصهاراً.

فهند بنت عوفٍ هذه أم كل من:
- أم المؤمنين زينب بنت خزيمة الهلالية زوج النبي محمد ﷺ.
- أسماء بنت عميس الخثعمية، تزوجت من جعفر بن أبي طالب، ثم تزوجها أبي بكر الصديق ثم تزوجها علي بن أبي طالب.
- سلمى بنت عميس الخثعمية، زوج حمزة بن عبد المطلب.
- أم الفضل لبابة الكبرى بنت الحارث الهلالية، زوج العباس بن عبد المطلب.
- لبابة الصغرى بنت الحارث الهلالية، زوجة الوليد بن المغيرة وأم خالد بن الوليد.[1] [2] [3] [4] [5] [6]

## روايتها للحديث
روت ميمونة العديد من الأحاديث عن النبي، وكان الرواي لأحاديثها ابن أختها يزيد بن الأصم، كما أن ابن عباس والعديد من الرواة أحاديث عنها، وقد وردت هذه الأحاديث لدى البخاري ومسلم في صحيحيهما.   

## زواجها

### زواجها قبل النبي
تتضارب الآراء حول أزواجها قبل النبي، والرأي الرّائج هو زواجها أولاً من مسعود بن عمير الثقفي، ففارقها ثم تزوجها أبو رهم بن عبد العزى حتى توفي.  

### زواجها من النبي
تزوجها النبي ﷺ في عمرة القضاء سنة 7 هـ في ذي القعدة، وقد كان العباس بن عبد المطلب من عرض السيدة ميمونة على رسول الله أثناء عمرة القضاء، وذكرت روايات أخرى أن النبي أرسل للعباس ليزوجه إياها، ولم تسمح قريش بالبناء بها في مكة، بنى بها وهو حلالٌ بسرف بطريق مكة.
وبالتالي بعث الرسول ﷺ جعفر بن أبي طالب ليخطبها له، وما إن علمت ميمونة بالخبر -وكانت على بعير لها بأن جعفر جاء ليخطبها للرسول ﷺ- نادت: "البعير وما عليه لله ورسوله". فنزلت آية في القرآن الكريم بهذا الشأن: ﴿وَامرَأةٌ مُؤمِنَةٌ إن وَهَبَت نَفسَها لِلنَّبِیِّ﴾.  

### زواجها قبل الإحرام
تختلف الروايات الواردة حول زواج النبي بميمونة بنت الحارث. تزوّجها النّبي وهو محرم في عمرة القضاء، وتحديدًا في شهر شوال وقبل أن يحرم للعمرة، وتزوجها في منطقة سرف قبل إحرام النبي لعمرة القضاء.
فسئلت صفية بنت شيبة: أَتَزَوَّجَ رَسُولُ اللَّهِ مَيْمُونَةَ وَهُوَ مُحْرِمٌ؟ فَقَالَتْ: لا وَاللَّهِ، لَقَدْ تَزَوَّجَهَا، وَإِنَّهُمَا لَحَلالانِ. فكان هذا الأمر محلاً للنقاش حتى أن عمر بن عبد العزيز كتب إلى أحد الصحابة، واستخبره عن ذلك، فأجابه: تَزَوَّجَهَا، وَهُمَا حَلالانِ، وَدَخَلَ بِهَا، وَهُوَ حَلالٌ.

## وفاتها وموضع قبرها
توفيت في الموضع الذي زفت فيه إلى النبي محمد، ويقع على طريق المدينة المنورة - مكة المكرمة قبل الوصول إلى مسجد التنعيم بعشرة كيلومترات، عن يزيد بن الأصم قال: «دفنا ميمونة بسرف في الظلة التي بنى بها فيها رسول الله صلى الله عليه وسلم، وقد كانت حلقت في الحج. نزلت في قبرها، أنا وابن عباس.»، وكان ذلك في خلافة يزيد سنة إحدى وستين ولها ثمانون سنة.
توفيت بعد عودتها من الحج بسرف ودفنت في منطقة سرف، بناء على وصيتها في المكان الذي تزوجها النبي في موضع قبتها هناك سنة 51 هـ وصلى عليها ابن أختها عبد الله بن العباس. تقول عنها عائشة: «ذهبت والله ميمونة.. أما إنها كانت من أتقانا الله وأوصلنا للرحم».   

## موقفها من علي بن أبي طالب
تكشف المرويّات حولها عن وقوفها في صفّ علي بن أبي طالب، فقد روى يزيد بن الأصم، قال: قدم شقير بن شجرة العامري المدينة، فاستأذن على خالتي ميمونة بنت الحارث زوجة النبي، وكنت عندها، فقالت: ائذن للرجل ، فدخل فقالت: من أين أقبل الرجل؟ قال: من الكوفة. قالت: فمن أي القبائل أنت؟ قال: من بني عامر قالت. حييت ازدد قربًا، فما أقدمك؟ قال: يا أم المؤمنين، رهبت أن تكبسني الفتنة لما رأيت من اختلاف الناس، فخرجت.
قالت: فهل كنت بايعت عليًّا؟ قال: نعم.
قالت: فارجع فلا تزولن عن صفه، فوالله، ما ضل، ولا ضل به.
قال: يا أماه، فهل أنت محدثتي في علي بحديث سمعته من رسول الله؟
قالت: اللهم نعم ، سمعت رسول الله يقول: علي آية الحق، وراية الهدى، علي سيف الله يسله على الكفار والمنافقين، فمن أحبه فبحبي أحبه، ومن أبغضه فببغضي أبغضه ، ومن أبغضني أو أبغض عليا لقي الله ( عزوجل ) ولا حجة له.